# Hypsolebias lulai
O Hypsolebias lulai é uma espécie de peixe-das-nuvens endêmica da bacia do rio Trairi no estado do Rio Grande do Norte. É a primeira espécie do gênero Hypsolebias descrita da bacia.

## Etimologia
O nome Hypsolebias lulai é uma homenagem a Luiz Inácio Lula da Silva, presidente do Brasil, por conta de suas ações de conservação ambiental e de incentivo a ciência comparadas ao governo de seu antecessor.

## Área de Ocorrência
O H. lulai foi encontrado em lagoas temporárias da bacia do rio Trairi na cidade de Lagoa Salgada, localizada no bioma da Caatinga. Ao todo a área de ocupação da espécie é menor do que 1 km².

## Morfologia
O H. lulai é um peixe-das-nuvens. Apresenta padrão de coloração diferente nos machos do que em outras espécies de peixe-das-nuvens.

## Sociedade
A espécie H. lulai foi encontrada em uma açude em uma região de assentamento de trabalhadores rurais. Foi primeiro notada por um pescador da região, chamado de "seu Alberto", que alertou pesquisadores da UFRN por meio de fotografias. Os pesquisadores da UFRN organizaram uma campanha de financiamento coletivo para conseguir realizar a expedição à região e estudar a recém-descoberta espécie.
As principais ameaças para a existência da espécie vulnerável são as ações humanas na região, local muito impactado pela agricultura. A presença da espécie exótica Oreochromis niloticus também é prejudicial para a sobrevivência da espécie.